# Assalonne (nome)
Assalonne  è un nome proprio di persona italiano maschile.

## Varianti
- Maschili: Assalone[1]

### Varianti in altre lingue
- Bulgaro: Авесалом (Avesalom)
- Catalano: Absalom[4]
- Danese: Axel[5], Aksel[5]
- Finlandese: Akseli[5]
- Francese: Absolon[5]
  - Femminili: Axelle[6]
- Ebraico: אַבְשָׁלוֹם ('Avshalom, Abhshalom)[5][7]
- Galiziano: Abxalom
- Greco biblico: Αβεσσαλωμ (Abessalom)[5]
- Greco moderno: Αβεσσαλώμ (Avessalōm)
- Inglese: Absalom[5][7]
- Latino: Absalom[1][2][5], Absalon[1][2]
- Lituano: Abšalomas
- Norvegese: Axel[5], Aksel[5]
- Polacco: Absalon
- Portoghese: Absalão
- Russo: Авессалом (Avessalom)
- Spagnolo: Absalón[2][4]
- Svedese: Axel[5]
  - Ipocoristici: Acke[5]
- Tedesco: Absalom[2], Axel[5]

## Origine e diffusione

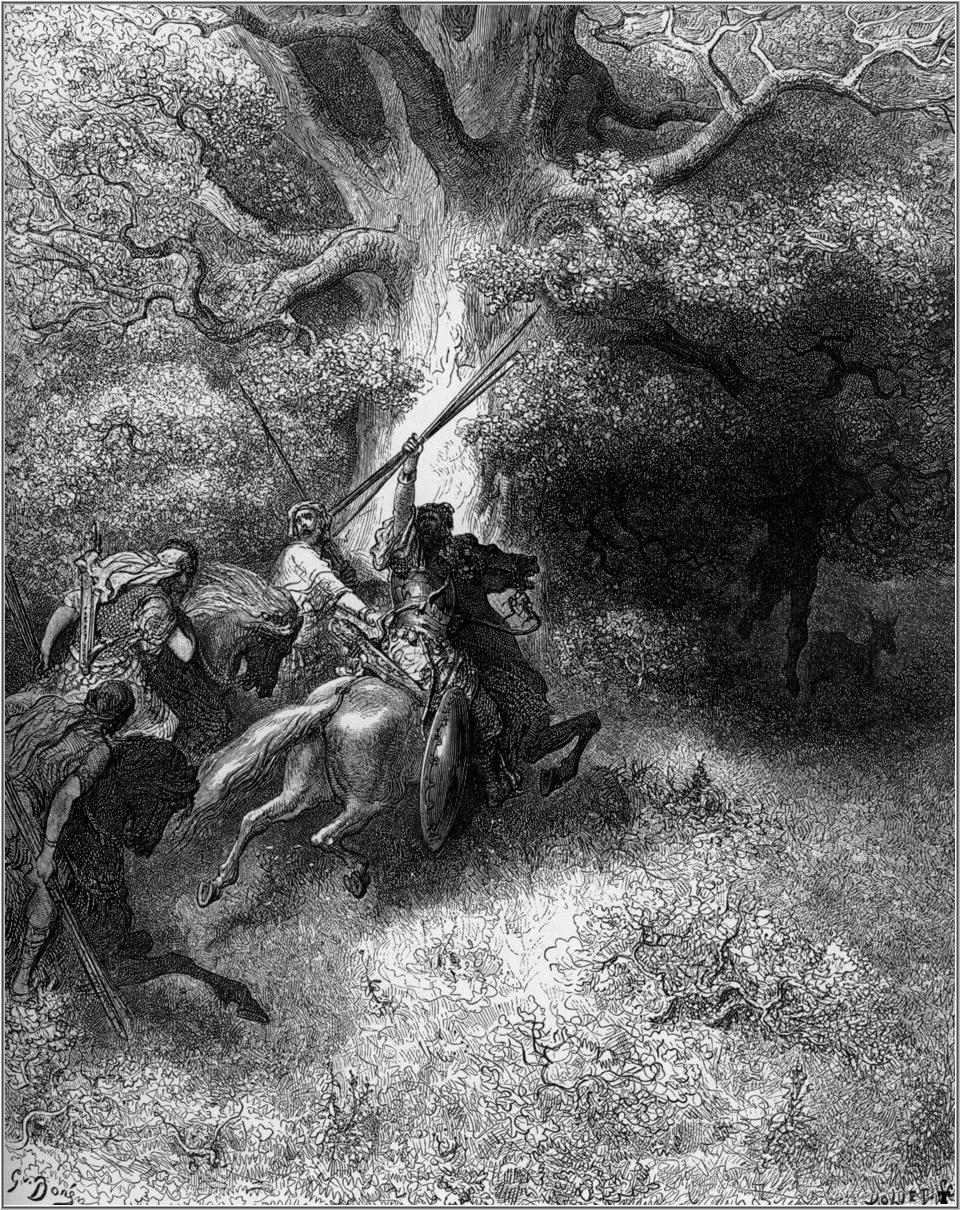
La morte di Assalonne, di Gustave Doré

Deriva dall'ebraico אַבְשָׁלוֹם ('Avshalom), composto da abh ("padre") e shalom ("pace"); tra le varie interpretazioni del nome si contano "padre della pace", "mio Padre è pace", "il Padre è prosperità" o "pace del Padre". È un nome di tradizione biblica, presente nell'Antico Testamento, dove Assalonne è un figlio di Davide che guida una rivolta contro suo padre.
La forma scandinava Axel è omografa con un nome usato in inglese nel tardo XVII secolo, Axel o Axell, derivante da un cognome a sua volta basato sul nome norreno Ásketill.

## Onomastico
L'onomastico si può festeggiare il 2 marzo (o il 1º) in memoria di sant'Assalonne, martire a Cesarea in Cappadocia.

## Persone

### Variante Axel
- Axel Axgil, attivista danese

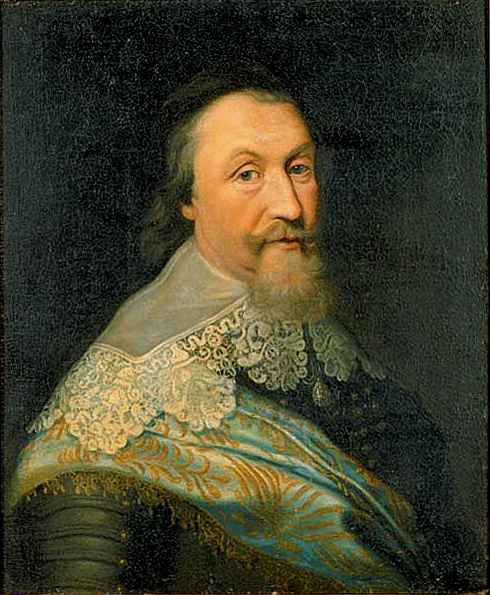
Axel Oxenstierna

- Axel Bergstedt, compositore brasiliano
- Axel Hägerström, filosofo e giureconsulto svedese
- Axel Munthe, medico, psichiatra e scrittore svedese
- Axel Oxenstierna, politico svedese
- Axel Paulsen, pattinatore artistico su ghiaccio e pattinatore di velocità su ghiaccio norvegese
- Axel Theorell, biochimico svedese
- Axel Thue, matematico norvegese
- Axel von Fersen il Vecchio, politico e militare svedese
- Axel Wenner-Gren, imprenditore svedese
- Axel Witsel, calciatore belga

### Variante Aksel

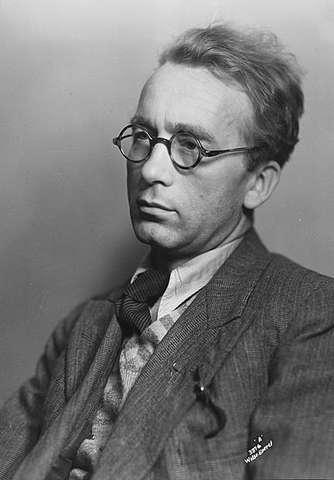
Aksel Sandemose

- Aksel Sandemose, scrittore norvegese
- Aksel Berget Skjølsvik, calciatore norvegese
- Aksel Lund Svindal, sciatore alpino norvegese

### Altre varianti maschili
- Absalon, arcivescovo cattolico e politico danese
- Avshalom Feinberg, agente segreto ottomano
- Akseli Gallen-Kallela, pittore finlandese
- Akseli Pelvas, calciatore finlandese

### Variante femminile Axelle
- Axelle Guiguet, pentatleta francese

## Il nome nelle arti
- Absalom è un personaggio dei fumetti Marvel Comics.
- Axel Blaze è un personaggio della serie Inazuma Eleven.
- Axel Brass è un personaggio della serie a fumetti Planetary.